# Asunto Platen
La expresión asunto Platen se refiere a una disputa pública entre el poeta Heinrich Heine y su colega August von Platen-Hallermünde, una de las disputas más amargas de la historia de la literatura alemana.

## Antecedentes
En 1819, un anciano Goethe publicó su Diván de Oriente y Occidente, una serie de poemas realizados al estilo persa. Dentro de los temas tratados, se encontraba naturalmente la pederastia, el amor a los muchachos, habitual en la poesía persa. Claro que Goethe inmediatamente aseguró que el amor presentado es platónico. El copero Saki le canta al poeta Hatem:

Nennen dich den großen Dichter,

Wenn dich auf dem Markte zeigest;

Gerne hör' ich, wenn du singest,

Und ich horche, wenn du schweigest.

Doch ich leibe dich noch lieber,

Wenn du küssest zum Erinnern;

Denn die Worte gehn vorüber,

Und der Kuss, der bleibt im Innern.

Reim auf Reim will was bedeuten,

Besser ist es, viel zu denken.

Singe du den andern Leuten

Und verstumme mit dem Schenken.
Te llaman el gran poeta,

Cuando te muestras en el marcado;

Escucho con agrado cuando cantas,

Y espío cuando callas.

Pero aun te quiero más,

Cuando besas para recordar;

Pues la palabras se desvanecen,

Y el beso permanece en el interior.

Rima a rima significa algo,

Es mejor pensar mucho,

Canta a los demás

Y calla al servir vino.

El estudiante August, conde von Platen-Hallermünde, leyó entusiasmado los poemas con 23 años en Weimar. Platen, que a pesar de su nombre aristocrático era hijo de un guardabosques, había reconocido su homosexualidad en 1818, pero se decidió a vivirla de forma platónica y asexual, hecho que expresó en sus poemas.

## Polémica
En 1827 Heinrich Heine publicó, como anexo a sus Reisebilder. Zweiter Teil («Imágenes de viaje. Segunda parte.»), xenien del poeta Carl Leberecht Immermann, en las que se ríe del orientalismo en la poesía, críticas que se había convertido en habituales desde la polémica entre autores románticos y clasicistas.

Oestliche Poeten

Groß’ mérite ist es jetzo, nach Saadi’s Art zu girren,

Doch mir scheint's égal gepudelt, ob wir östlich, westlich irren.

Sonsten sang, bei’m Mondenscheine, Nachtigall seu Philomele;

Wenn jetzt Bülbül flötet, scheint es mir denn doch dieselbe Kehle.

Alter Dichter, du gemahnst mich, als wie Hameln’s Rattenfänger;

Pfeifst nach Morgen, und es folgen all’ die lieben, kleinen Sänger.

Aus Bequemlichkeit verehren sie die Kühe frommer Inden,

Daß sie den Olympus mögen nächst in jedem Kuhstall finden.

Von den Früchten, die sie aus dem Gartenhain von Schiras stehlen,

Essen sie zu viel, die Armen, und vomiren dann Ghaselen.
Poetas orientales

Gran mérito es ahora, arrullar al modo de Sa'di,

Pero a mí me parece igual, que nos equivoquemos de forma oriental u occidental.

Antes cantaba, a la luz de la luna, el ruiseñor o Filomela;

Cuando ahora toca la flauta Bülbül, me parece el mismo gaznate.

Viejo poeta, tu me adviertes, como el flautista de Hamelín;

Silbas a la mañana y te siguen todos los queridos y pequeños cantores.

Por comodidad adoran a las vacas de los piadosos indios,

Para poder encontrar el Olimpo en cada cuadra.

De los frutos, que roban de los jardines de Shiraz,

Comen demasiado, los pobres, y vomitan gazales.

Platen se sintió aludido en esta crítica y tomó a mal la publicación de los epigramas por Heine. En su obra Der romantische Ödipus («El Edipo romántco»; 1828), Platen introdujo un personaje llamado Nimmermann, atacando a Heine a través de su origen judío: se refirió a él como «el divino Petrarca de la fiesta de las cabañas», «orgullo de la sinagoga», etc. además de afirmar que olía a ajo, usando clichés antisemitas. El ataque iba más allá de lo habitual, ya que no se reducía a criticar la obra, sino que llegaba a ser personal.
Mientras que Immermann procuró reconducir la polémica al nivel literario, Heine se decidió por el ojo por ojo. En el tercer tomo de Reisebilder (1830), editado poco después, en el último capítulo titulado «Bäder von Lukka» («Baños de Lukka»), Heine ajustaba cuentas con el «poeta y amigo entendido» Platen y no ahorra en comentarios despectivos, a menudo refiriéndose a la homosexualidad de Platen: Platen, al que «nunca ha tocado una mujer», sería «más hombre de culo que hombre de cabeza», una «tríbada masculina»; el conde es alabado por su «cortesía para con los más jóvenes, frente a los que es la modestia misma, al pedir con la más amable humildad su permiso, para de vez en cuando subir a su habitación». Incluso ridiculiza la pobreza de Platen: «el condado del Conde está en la Luna». También menciona al pasar a otros homosexuales, como al «gazalico Iffland»
Entre otras razones, los ataques de Platen influyeron en que la candidatura de Heine a una cátedra en Múnich fracasase. De hecho Heine iba más allá, creyendo que detrás de Platen se encontraban los clérigos bávaros que habían hecho fracasar el intento. Esta «guerra de exterminio», como llamó en una ocasión la controversia, influyó también en la decisión de Heine de trasladarse en 1831 a París. La polémica muestra que el bautizo protestante de Heine en 1825 no lo protegió de enemistades y discriminación. Platen también murió en el autoexilio en Italia, en 1835.
Los contemporáneos afearon la conducta de Heine y sus comentarios despectivos sobre la homosexualidad de Platen; el asunto sigue considerándose una mancha en la biografía del poeta, ya que hay que tener en cuenta que la homosexualidad era un delito en la época. Sin embargo, el crítico literario Karl Herloßsohn sentenció en 1930: «En la forma, en la que Heine fue atacado por Platen, ya se encontraba encerrada la forma en la que se tenía que defender». Así, Heine habría usado las mismas armas con las que fue atacado. Gotthard Feustel busca los orígenes de la polémica en dos consciencias que, a pesar de todos sus esfuerzos, no son aceptados por la sociedad por no adaptarse a la «norma». Hans Mayer los ve como marginados, que, a pesar de todos sus esfuerzos por integrarse, fracasan.